# Melitaea gaisericus
Melitaea gaisericus är en fjärilsart som beskrevs av Arthur Francis Hemming 1941. Melitaea gaisericus ingår i släktet Melitaea och familjen praktfjärilar. Inga underarter finns listade i Catalogue of Life.